# Soevereinen (bewerking)
Soevereinen (tot de late 20e eeuw ook geschreven als souvereinen, oorspronkelijk soffreinen), oftewel het verzinken van schroefgaten, is het maken van een schuine rand aan een gat in hout of metaal. Gaten worden meestal gesoevereind om de kop van een schroef niet boven het oppervlak uit te laten steken. Ook bij het "klinken" van metaal wordt het gat gesoevereind zodat een of beide uiteinden van de klinknagel zich vast kunnen zetten.

Doorsneden van gaten met een gesouvereind of verzonken gat, onder verschillende hoeken.

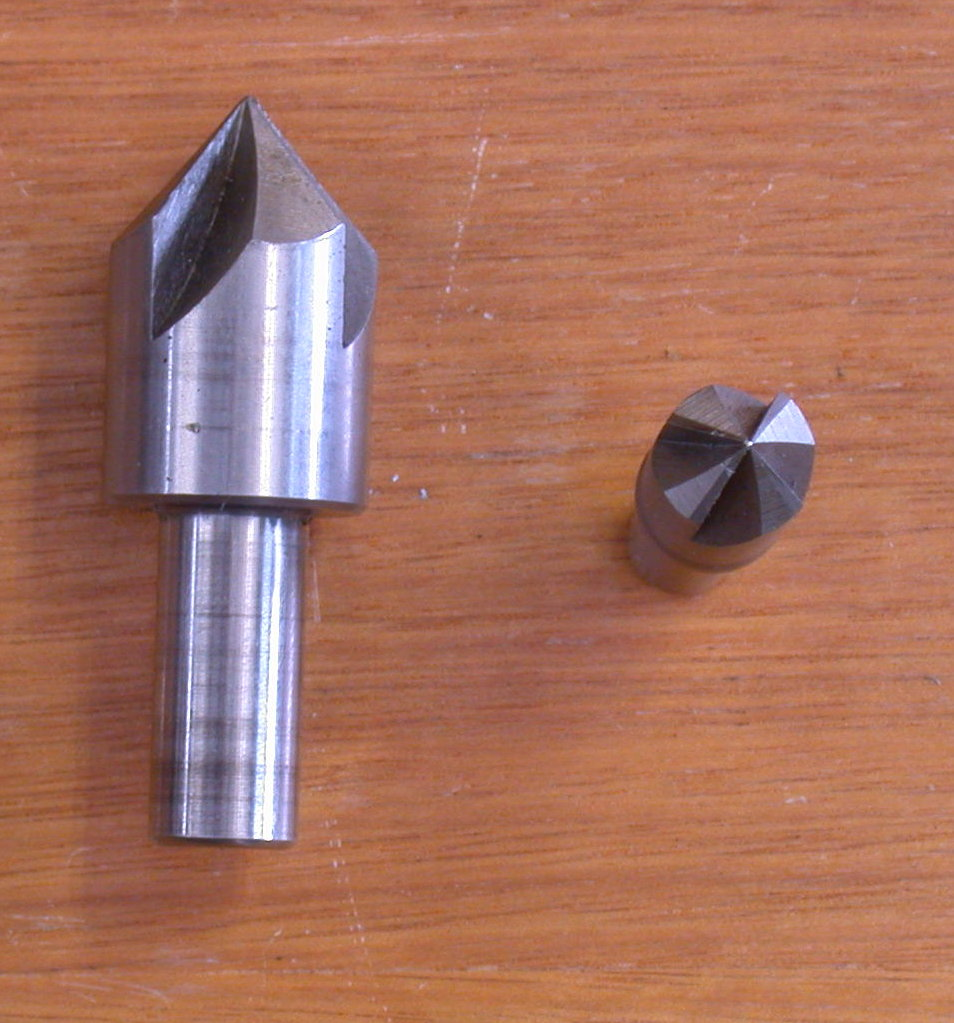
Zijaanzicht en aanzicht op de punt van een soevereinfrees.

Voor het soevereinen van gaten kan gebruik worden gemaakt een speciale frees of boor, namelijk een soevereinfrees of soevereinboor. Vooral in deze combinatie wordt ook het woord soffrein nog gebruikt.
Hoewel (vaak oudere) vaklieden nog het woord "souvereinboor" gebruiken, wordt er ook meer en meer gebruikgemaakt van de woorden "verzinken" en "verzinkboor" (als in het "laten zakken" van de schroefkop in het materiaal).

## Etymologie
Het woord is overgenomen van het Franse chanfreiner, "afschuinen". Anders dan een toevallige vormgelijkenis is er geen verband met een soeverein heerser.
Haslinghuis spreekt van het Franse woord chanfrein als afkomst van sefrein ook severein, soeverein, soffrein en souverein, wat afschuinen van een lijst betekent waar deze moet worden omgestoken. Verzinken is onder de oppervlakte brengen, denk aan een verzonken schroef.